# Энн Бэнкрофт
Энн Бэ́нкрофт, или А́нна Бэ́нкрофт (англ. Anne Bancroft, при рождении Анна Мария Луиза Италиано (итал. Anna Maria Louisa Italiano), 17 сентября 1931, Бронкс — 6 июня 2005, Манхэттен) — американская актриса театра, кино и телевидения. Обладательница премий «Оскар», «Золотой глобус», «Тони», «Эмми» и BAFTA. Часто называлась одной из самых уважаемых актрис своего поколения за мастерство, многосторонность и в целом выдающийся вклад в индустрию кино.

## Ранние годы
Родилась 17 сентября 1931 года в Нью-Йорке в семье телефонного оператора Милдред (1908—2010) и модельера одежды Майкла Джона Наполитано (1905—2001). Её родители были потомками итальянских эмигрантов. Воспитывалась в католической вере.
Окончила Американскую академию драматического искусства и Актёрскую студию Ли Страсберга в Нью-Йорке, а также мастерскую режиссуры для женщин при Американском киноинституте в Лос-Анджелесе.

## Карьера

### Успех и признание
В начале 1950-х она появилась в ряде телесериалов под именем Энн Марно, в 1952 году дебютировала на большом экране в фильме «Можно входить без стука» под псевдонимом Энн Бэнкрофт.
После нескольких небольших ролей в кино актриса покинула Голливуд и вернулась в Нью-Йорк на театральную сцену, где в 1958 году выступила на Бродвее в пьесе «Двое на качелях» с Генри Фонда в главной роли. Роль Життель в этой постановке принесла Бэнкрофт премию «Тони», а спустя два года она вновь была удостоена этой премии за роль в пьесе «Сотворившая чудо». В 1962 году эта пьеса была экранизирована в Голливуде, в ней Энн Бэнкфорт также сыграла главную роль, которая была отмечена премиями «Оскар» и BAFTA. В том же году она успешно выступила на Бродвее в постановке «Мамаша Кураж и её дети» по пьесе Бертольта Брехта.

Бэнкрофт и Хоффман в фильме «Выпускник» (1967)

В 1965 году Бэнкрофт удостоилась премий «Золотой глобус», BAFTA и второй номинации на «Оскар» за роль в драме «Пожиратель тыкв», а уже через два года она сыграла одну из своих самых известных ролей в кино — миссис Робинсон в трагикомедии Майка Николса «Выпускник». Роль замужней женщины, соблазняющей юного выпускника университета, в исполнении Дастина Хоффмана, принесла актрисе премию «Золотой глобус», а также номинации на «Оскар» и BAFTA. Несмотря на такой успех, актриса позже призналась в интервью, что роль в этом фильме затмила все её другие киноработы и закрепила за ней статус «старой дамы», хотя на момент премьеры ей было всего тридцать шесть лет, а Хоффману тридцать.
Бэнкрофт впоследствии ещё дважды выдвигалась на премию «Оскар»: за фильмы «Поворотный пункт» и «Агнесса божья».
В 1980 году она дебютировала в качестве режиссёра и сценариста в фильме «Толстяк» с Домом Делуизом в главной роли.

### Проекты Мела Брукса
В 1981 году актриса была утверждена на роль Джоан Кроуфорд в фильме «Дорогая мамочка», но после нескольких часов съёмок отказалась сниматься и была заменена Фэй Данауэй. Бэнкрофт также отказалась от роли Авроры Гринуэй в фильме «Язык нежности» (получившем впоследствии пять «Оскаров») в пользу кинокартины «Быть или не быть», где продюсером был её муж.
Мел Брукс также был одним из создателей фильмов «Человек-слон» и «Черинг Кросс Роуд, 84», где одну из главных ролей сыграла Бэнкрофт, а помимо этого выступил режиссёром комедийных фильмов «Немое кино» и «Дракула: Мёртвый и довольный», в которых его супруга исполнила небольшие роли.
В то же время актриса периодически появлялась на телевидении, где за телефильм «Энни: Женщина в жизни человека» в 1999 году удостоилась премии «Эмми», став при этом одной из немногих актрис, получивших ведущие награды за роли в кино («Оскар»), театре («Тони») и телевидении («Эмми»).

## Личная жизнь
В начале 1950-х годов Бэнкрофт была помолвлена с актёром Джоном Эриксоном.
С 1953 по 1957 год Бэнкрофт была замужем за Мартином Мэем. В этом браке детей не было.
В 1961 году на репетиции варьете-шоу Перри Комо Бэнкрофт познакомилась с режиссёром и продюсером Мелом Бруксом, за которого спустя три года вышла замуж. Они также работали совместно в нескольких фильмах. В 1972 году у них родился единственный сын Максимилиан, ставший писателем и сценаристом.
В апреле 2005 года Бэнкрофт стала бабушкой, когда её невестка Мишель родила мальчика, которого назвали Генри Майкл Брукс.

## Смерть и память
Энн Бэнкрофт умерла 6 июня 2005 года от рака матки в одном из госпиталей Нью-Йорка в возрасте 73 лет. Её смерть стала неожиданностью для многих её друзей, не подозревавших, что актриса была смертельно больна. Бэнкрофт была похоронена на кладбище Кенсико в деревне Валгалла штата Нью-Йорк рядом с могилой отца. Спустя пять лет там же будет похоронена и её мать.
За свой вклад в телевидение Энн Бэнкрофт удостоена звезды на Голливудской аллее славы. Памяти Бэнкрофт был посвящён мультфильм «Дельго».

## Избранная фильмография
| Год  |     | Русское название                                                 | Оригинальное название                     | Роль                              |
| ---- | --- | ---------------------------------------------------------------- | ----------------------------------------- | --------------------------------- |
| 1952 | ф   | Можно входить без стука                                          | Don't Bother to Knock                     | Лин Лесли                         |
| 1953 | ф   | Сегодня мы поём                                                  | Tonight We Sing                           | Эмма Юрок, жена Сола Юрока        |
| 1954 | ф   | Деметрий и гладиаторы                                            | Demetrius and the Gladiators              | Паула                             |
| 1954 | ф   | Рейд                                                             | The Raid                                  | Кэти Бишоп                        |
| 1955 | ф   | Нагая улица                                                      | The Naked Street                          | Розали Ригальчик                  |
| 1955 | ф   | Секреты Нью-Йорка                                                | New York Confidential                     | Кэтрин Лупо                       |
| 1957 | ф   | Сумерки                                                          | Nightfall                                 | Мэри Гарднер                      |
| 1957 | ф   | Беспокойная порода                                               | The Restless Breed                        | Анжелита                          |
| 1962 | ф   | Сотворившая чудо                                                 | The Miracle Worker                        | Энни Салливан                     |
| 1964 | ф   | Пожиратель тыкв                                                  | The Pumpkin Eater                         | Джо Эрмитаж                       |
| 1965 | ф   | Тонкая нить                                                      | The Slender Thread                        | Инга Дайсон                       |
| 1966 | ф   | Семь женщин                                                      | 7 Women                                   | доктор Картрайт                   |
| 1967 | ф   | Выпускник                                                        | The Graduate                              | миссис Робинсон                   |
| 1972 | ф   | Молодой Уинстон                                                  | Young Winston                             | леди Дженни Черчилль              |
| 1975 | ф   | Гинденбург                                                       | The Hindenburg                            | графиня Урсула фон Рюйген         |
| 1975 | ф   | Узник Второй авеню                                               | The Prisoner of Second Avenue             | Эдна Эдисон                       |
| 1976 | ф   | Немое кино                                                       | Silent Movie                              | камео                             |
| 1976 | ф   | Губная помада                                                    | Lipstick                                  | Карла Бонди                       |
| 1977 | мтф | Иисус из Назарета                                                | Jesus of Nazareth                         | Мария Магдалина                   |
| 1977 | ф   | Поворотный пункт                                                 | The Turning Point                         | Эмма Джеклин                      |
| 1980 | ф   | Человек-слон                                                     | The Elephant Man                          | миссис Кендал                     |
| 1983 | ф   | Быть или не быть                                                 | To Be or Not to Be                        | Анна Бронски                      |
| 1984 | ф   | Гарбо рассказывает                                               | Garbo Talks                               | Эстелль Рольф                     |
| 1985 | ф   | Агнесса божья                                                    | Agnes of God                              | мать-настоятельница Мириам Рут    |
| 1986 | ф   | Спокойной ночи, мама                                             | 'night, Mother                            | Телма Кейтс                       |
| 1987 | ф   | Черинг Кросс Роуд, 84                                            | 84 Charing Cross Road                     | Хелен Ханф                        |
| 1988 | ф   | Сентиментальная песня                                            | Torch Song Trilogy                        | Ма Бекофф                         |
| 1989 | ф   | Берт Ригби, ты — дурак                                           | Bert Rigby, You're a Fool                 | Мередит Перлестейн                |
| 1991 | тф  | Прогулка по Бродвею                                              | Broadway Bound                            | Кейт Джером                       |
| 1992 | тф  | Миссис Кейдж                                                     | Mrs. Cage                                 | Лиллиан Кейдж                     |
| 1992 | ф   | Любовный напиток № 9                                             | Love Potion No. 9                         | мадам Рут                         |
| 1992 | ф   | Медовый месяц в Лас-Вегасе                                       | Honeymoon in Vegas                        | Би Синджер                        |
| 1993 | ф   | Возврата нет                                                     | Point of No Return                        | Аманда                            |
| 1993 | ф   | Готова на всё                                                    | Malice                                    | миссис Кеннсинджер                |
| 1993 | ф   | Мистер Джонс                                                     | Mr. Jones                                 | доктор Катарина Холанд            |
| 1994 | тф  | Самая старая оставшаяся в живых вдова конфедератов рассказывает… | Oldest Living Confederate Widow Tells All | Люси Марсден                      |
| 1995 | ф   | Дракула: Мёртвый и довольный                                     | Dracula: Dead and Loving It               | мадам Успенская                   |
| 1995 | ф   | Лоскутное одеяло                                                 | How to Make an American Quilt             | Глэди Джо Клири                   |
| 1995 | ф   | Домой на праздники                                               | Home for the Holidays                     | Адель Ларсон                      |
| 1996 | тф  | Возвращение                                                      | Homecoming                                | Эбигейл Тиллермен                 |
| 1997 | ф   | Солдат Джейн                                                     | G.I. Jane                                 | сенатор Лиллиан Дехейвен          |
| 1998 | ф   | Большие надежды                                                  | Great Expectations                        | мисс Нора Динсмур                 |
| 1999 | тф  | Глубоко в моём сердце                                            | Deep in My Heart                          | Джеральдин «Джерри» Айлин Камминс |
| 2000 | ф   | Сохраняя веру                                                    | Keeping the Faith                         | Рут Шарм                          |
| 2000 | ф   | На вилле                                                         | Up at the Villa                           | графиня Сан Фердинандо            |
| 2001 | ф   | Сердцеедки                                                       | Heartbreakers                             | Глория Вогэл / Барбара            |
| 2001 | тф  | Тихая гавань                                                     | Haven                                     | мама Грабер                       |
| 2003 | тф  | Римская весна миссис Стоун                                       | The Roman Spring of Mrs. Stone            | итальянская графиня               |
| 2008 | мф  | Дельго                                                           | Delgo                                     | императрица Седесса               |

## Награды и номинации
| Награда                        | Год  | Категория                                                   | Фильм/Постановка                                                 | Результат |
| ------------------------------ | ---- | ----------------------------------------------------------- | ---------------------------------------------------------------- | --------- |
| Оскар                          | 1963 | Лучшая женская роль                                         | Сотворившая чудо                                                 | Победа    |
| Оскар                          | 1965 | Лучшая женская роль                                         | Пожиратель тыкв                                                  | Номинация |
| Оскар                          | 1968 | Лучшая женская роль                                         | Выпускник                                                        | Номинация |
| Оскар                          | 1978 | Лучшая женская роль                                         | Поворотный пункт                                                 | Номинация |
| Оскар                          | 1986 | Лучшая женская роль                                         | Агнесса божья                                                    | Номинация |
| BAFTA                          | 1963 | Лучшая женская роль                                         | Сотворившая чудо                                                 | Победа    |
| BAFTA                          | 1965 | Лучшая женская роль                                         | Пожиратель тыкв                                                  | Победа    |
| BAFTA                          | 1969 | Лучшая женская роль                                         | Выпускник                                                        | Номинация |
| BAFTA                          | 1973 | Лучшая женская роль                                         | Молодой Уинстон                                                  | Номинация |
| BAFTA                          | 1976 | Лучшая женская роль                                         | Узник Второй авеню                                               | Номинация |
| BAFTA                          | 1979 | Лучшая женская роль                                         | Поворотный пункт                                                 | Номинация |
| BAFTA                          | 1988 | Лучшая женская роль                                         | Черинг Кросс Роуд, 84                                            | Победа    |
| Золотой глобус                 | 1963 | Лучшая женская роль в драме                                 | Сотворившая чудо                                                 | Номинация |
| Золотой глобус                 | 1965 | Лучшая женская роль в драме                                 | Пожиратель тыкв                                                  | Победа    |
| Золотой глобус                 | 1968 | Лучшая женская роль в комедии или мюзикле                   | Выпускник                                                        | Победа    |
| Золотой глобус                 | 1978 | Лучшая женская роль в драме                                 | Поворотный пункт                                                 | Номинация |
| Золотой глобус                 | 1984 | Лучшая женская роль в комедии или мюзикле                   | Быть или не быть                                                 | Номинация |
| Золотой глобус                 | 1985 | Лучшая женская роль в комедии или мюзикле                   | Гарбо рассказывает                                               | Номинация |
| Золотой глобус                 | 1986 | Лучшая женская роль в драме                                 | Агнесса божья                                                    | Номинация |
| Золотой глобус                 | 1987 | Лучшая женская роль в драме                                 | Спокойной ночи, мама                                             | Номинация |
| Эмми                           | 1970 | Лучшее варьете или музыкальная программа                    | Энни, женщина в жизни мужчины                                    | Победа    |
| Эмми                           | 1992 | Лучшая женская роль второго плана в мини-сериале или фильме | Прогулка по Бродвею                                              | Номинация |
| Эмми                           | 1992 | Лучшая женская роль в мини-сериале или фильме               | Миссис Кейдж                                                     | Номинация |
| Эмми                           | 1994 | Лучшая женская роль второго плана в мини-сериале или фильме | Самая старая оставшаяся в живых вдова конфедератов рассказывает… | Номинация |
| Эмми                           | 1999 | Лучшая женская роль второго плана в мини-сериале или фильме | Глубоко в моём сердце                                            | Победа    |
| Эмми                           | 2001 | Лучшая женская роль второго плана в мини-сериале или фильме | Тихая гавань                                                     | Номинация |
| Эмми                           | 2003 | Лучшая женская роль второго плана в мини-сериале или фильме | Римская весна миссис Стоун                                       | Номинация |
| Премия Гильдии киноактёров США | 1997 | Лучшая женская роль в телефильме или мини-сериале           | Возвращение                                                      | Номинация |
| Премия Гильдии киноактёров США | 2004 | Лучшая женская роль в телефильме или мини-сериале           | Римская весна миссис Стоун                                       | Номинация |
| Тони                           | 1958 | Лучшая женская роль второго плана в пьесе                   | Двое на качелях                                                  | Победа    |
| Тони                           | 1960 | Лучшая женская роль в пьесе                                 | Сотворившая чудо                                                 | Победа    |
| Тони                           | 1978 | Лучшая женская роль в пьесе                                 | Голда                                                            | Номинация |